# Peyragudes
Peyragudes je zimsko-športno središče v francoskem delu Pirenejev, nastalo leta 1988 z združitvijo dveh smučarskih središč, Peyresourde (občina Gouaux-de-Larboust, Haute-Garonne) in Agudes (Germ, Hautes-Pyrénées). Nahaja se na nadmorski višini med 1.590 in 2.240 metri, razpolaga z devetimi sedežnicami in šestimi vlečnicami, ki pokrivajo smučarske proge v skupni dolžini 60 km, od tega so štiri zelene, dvajset je plavih, sedemnajst rdečih in štiri črne.
Peyragudes je bil julija 2008 prizorišče svetovnega prvenstva v longboardu in lugeu.